# Американський шлюб
«Американський шлюб» (англ. An American Marriage) — четвертий роман американської письменниці Таярі Джонс. Він вийшов 6 лютого 2018 року у видавництві Algonquin Books. Того ж місяця роман став вибором книжкового клубу Oprah's Book Club 2.0. А ще він здобув Жіночу літературну премію 2019 року.
Роман присвячений шлюбу афроамериканської пари середнього класу Селестіал і Роя, які живуть в Атланті, штат Джорджія. Їхнє життя руйнується, коли Роя помилково засуджують за зґвалтування, якого він не вчиняв.
В інтерв'ю The Paris Review Джонс розповіла, що спочатку вона написала книжку суто з погляду Селестіал і вирішила додати більше поглядів після того, як її перші читачі негативно відреагували на Селестіал.

## Сюжет
Рой, торговий представник компанії, що випускає підручники, і Селестіал, художниця, яка спеціалізується на виготовленні на замовлення дитячих ляльок, — молодята, що живуть в Атланті. Після першого року шлюбу вони їдуть до Елоу, Луїзіана, в гості до батьків Роя. Молодята проводять ніч у місцевому «Мотелі 6», де сваряться, коли Рой каже Селестіал, що його батько не є його біологічним батьком. Посеред сварки вони беруть 15-хвилинну перерву, щоб охолонути, і в цей час Рой виходить з кімнати та зустрічає жінку приблизно такого ж віку, як його мати, зі зламаною рукою, якій він допомагає дістатися до її кімнати. Пізніше тієї ночі жінку ґвалтують, і вона викликає поліцію, вважаючи, що її зґвалтував Рой. Поки Рой перебуває у в'язниці в очікуванні суду, Селестіал дізнається, що вона вагітна, і вони вирішують, що їй слід зробити аборт. Коли справа доходить до суду, Роя засуджують до 12 років.
Упродовж перших кількох років Рой і Селестіал підтримують активне листування, однак Рой починає засмучуватися тим, що кар'єра Селестіал як художниці набирає обертів, а проміжки між їхніми листами та відвідинами стають дедалі довшими. У цей період Рой дізнається, що його сусід по камері Волтер насправді є його біологічним батьком, і ділиться новиною з Селестіал. Також у цей час Рой дізнається, що його мати Олів померла. Через три роки Селестіал каже Рою, що більше не хоче бути його дружиною, що спричиняє розрив між ними. Наступні два роки Рой відмовляється спілкуватися з Селестіал, однак, коли його справу нарешті скасовано в апеляційному порядку і місцевий окружний прокурор вирішує не продовжувати її, він оптимістично звертається до Селестіал, вірячи, що для їхнього шлюбу ще не все втрачено, адже вона так і не розлучалася з ним.
Тим часом Селестіал закохується у свого найкращого друга дитинства Андре. Тієї ночі, коли вона дізнається, що Роя збираються звільнити, Андре освідчується їй. Попри відчуття провини, Селестіал вирішує розлучитися з Роєм і вийти заміж за Андре. Хоча решта її родини погоджується з її вибором, ця новина спричиняє розрив між Селестіал та її батьком.
Роя достроково звільняють із в'язниці, і його забирає батько, Рой старший. Знаючи, що Селестіал планує відправити по нього Андре, Рой вирішує поїхати до Атланти саме тоді, коли Андре вирушає за ним, щоб мати час побути наодинці з Селестіал. Перш ніж вирушити, Рой зустрічає свою колишню однокласницю Давіну, яка запрошує його на вечерю. У підсумку вони займаються сексом, який Рой вважає важливим. Проте він все-одно вирішує поїхати до Атланти, щоб налагодити стосунки з дружиною.
В Атланті Рой із полегшенням виявляє, що його ключ все ще підходить, і заходить всередину, чим дивує Селестіал, коли вона повертається з лялькового магазину. Рой намагається зайнятися з нею сексом, але вона просить його використати захист, знаючи, що він його не має. Наступного дня прибуває Андре, і під час суперечки про те, що сталося, коли Рой був у в'язниці, Рой нападає на нього і б'є на галявині перед будинком Селестіал. Хоч поліцію й викликають, Селестіал вдається залагодити ситуацію. Селестіал повертається з Роєм до свого дому і наступного ранку каже Андре, що їй потрібно побути з Роєм. Однак, коли тієї ночі Рой зізнається у сексі з Давіною, Селестіал не реагує, тож Рой розуміє, що Селестіал справді більше його не кохає. Хоча вона готова мати з ним секс, він відмовляється, кажучи, що ніколи не був і ніколи не буде ґвалтівником.
В епілозі Рой і Селестіал обмінюються листами. Селестіал повідомляє Рою, що хоча вони з Андре народжують дитину, вони не планують одружуватися, і Рой каже Селестіал, що він возз'єднався з Давіною, і вони планують одружитися.

## Прийняття
Після виходу роман отримав схвальну оцінку. Згідно з Book Marks, книжка отримала консенсус «захоплива» на основі дев'ятнадцяти критиків: тринадцять «захопливих», п'ять «позитивних» і одна «змішана». У Books in Media книжка отримала 4,79 бала із 5 на основі семи відгуків критиків У випуску «Bookmarks» за травень/червень 2018 року книжка отримала чотири бали з п'яти. У критичному огляді журналу сказано: «Натомість він пропонує щось набагато тепліше, тонше й людяніше — глибоко відчуту, повністю пережиту історію кохання» (Entertainment Weekly).
New York Times оцінила роман як «мудрий і співчутливий». The Globe and Mail назвала роман «сенсаційним». Washington Post похвалив Джонс за її «сміливий творчий вибір» і «ніжне терпіння». The Guardian описав книжку як «роман, який надзвичайно читабельний, сповнений ідей та емоцій». The Atlantic позитивно відзначив, що «з романом„Американський шлюб“ Джонс приєднується до цієї розмови в тихий і потужний спосіб. Її письмо висвітлює дрібниці шлюбу: ті майже непомітні миті, що його творять, руйнують або нещадно розривають». 2024 року газета The New York Times поставила його на 78 місце в списку 100 найкращих романів 21 століття.

## Нагороди
| рік      | Нагорода                          | Категорія               | Результат        | Посилання     |
| -------- | --------------------------------- | ----------------------- | ---------------- | ------------- |
| 2018 рік | Книжкова премія Los Angeles Times | Художня література      | Фіналіст         | [ 14 ]        |
| 2018 рік | Національна книжкова премія       | Художня література      | У довгому списку | [ 15 ]        |
| 2019 рік | Літературна премія «Аспен Вордс»  | —                       | Перемога         | [ 16 ] [ 17 ] |
| 2019 рік | NAACP Image Award                 | Художня література      | Перемога         | [ 18 ]        |
| 2019 рік | Премія Орвелла                    | Політична художня проза | У довгому списку | [ 19 ]        |
| 2019 рік | Жіноча літературна премія         | —                       | Перемога         | [ 20 ]        |

## Екранізація
Paramount Pictures придбала права на фільм[джерело?]